# Gepreconstitueerd bewijs
Een gepreconstitueerd bewijs is een bewijsstuk dat wordt opgemaakt voor iedere betwisting voor de rechter. De term wordt vrijwel uitsluitend gebruikt in het intertemporeel recht. Nieuwe wetten die betrekking hebben op een gepreconstitueerd bewijs hebben geen gevolgen voor de gepreconstitueerde bewijzen die voor hun inwerkingtreding werden opgesteld. Door anders te beslissen zou men aan deze nieuwe wet terugwerkende kracht verlenen. 
Soms wordt het opstellen van een gepreconstitueerd bewijs door de wet verplicht gemaakt. Een klassiek voorbeeld van een regel betrekkende het verplichte gepreconstitueerd bewijs treft men aan in artikel 1341 van het Belgisch Burgerlijk Wetboek: 'Een akte voor een notaris of een onderhandse akte moet worden opgemaakt van alle zaken die de som of de waarde van 375 EUR te boven gaan, zelfs betreffende vrijwillige bewaargevingen; het bewijs door getuigen wordt niet toegelaten tegen en boven de inhoud van de akten, en evenmin omtrent hetgeen men zou beweren voor, tijdens of sinds het opmaken te zijn gezegd, al betreft het ook een som of een waarde van minder dan 375 EUR'. 
De koop van een zaak die geen 375 euro waard is mag dus ook door personen die geen handelaar zijn bewezen worden door getuigen. Twee personen die geen handelaar zijn hebben een koop gesloten betreffende een zaak die 500 euro waard is. Zij hebben geen geschrift opgemaakt. Enkele dagen na de totstandkoming van de mondelinge koop wordt de grens van artikel 1341 van het Burgerlijk Wetboek op 600 euro gebracht. Volgens de oude wet kunnen zij hun koop niet door getuigen bewijzen. Volgens de nieuwe wet echter wel. Men zal de oude wet toepassen, omdat men door anders te beslissen aan de nieuwe wet terugwerkende kracht zou toekennen. Koper en verkoper zullen de koop niet door getuigen mogen bewijzen.
Men moet opmerken dat de werking in de tijd van wetten betreffende het gepreconstitueerd bewijs meestal geregeld wordt door overgangsbepalingen in de nieuwe wet. Deze overgangsbepalingen zouden van de hoger gegeven oplossing kunnen afwijken.